# Disastro petrolifero di Amorgos
Il disastro petrolifero di Amorgos avvenne 14 gennaio 2001 nei pressi del Parco nazionale di Kenting, al largo della costa meridionale di Taiwan.

## Causa
Il 14 gennaio 2001, la nave mercantile greca Amorgos, durante il suo viaggio dall'India verso la Cina settentrionale, rimase senza propulsione. L'imbarcazione trasportava circa 60.000 tonnellate di minerale di ferro e tra le 1.000 e le 1.150 tonnellate di combustibile liquido quando subì un'avaria al motore in prossimità del Parco Nazionale di Kenting, situato all'estremità meridionale di Taiwan. Successivamente, l'equipaggio abbandonò la nave e tutti i 25 membri furono salvati dalla Guardia Costiera (CGA) di Taiwan. A causa del peggioramento delle condizioni atmosferiche e del mare agitato, lo scafo dell'Amorgos si ruppe e il petrolio iniziò a fuoriuscire dalla nave a partire dal 18 gennaio 2001.

## Sversamenti ed effetti ecologici
Dall'Amorgos sono fuoriuscite all'incirca 1.300 tonnellate di petrolio in mare, attorno al Parco Nazionale di Kenting, causando un notevole impatto negativo sull'ambiente acquatico e sulla zona circostante.
Il Parco Nazionale di Kenting rappresenta un'attrattiva ecologica di grande richiamo, attirando ogni anno milioni di visitatori grazie al suo clima mite e alla ricchezza di fenomeni naturali, tra cui spiccano grotte calcaree, foreste monsoniche e foreste pluviali costiere.
Circa 4-5 km della zona costiera del Parco Nazionale di Kenting sono stati colpiti dall'inquinamento da idrocarburi, rappresentando un pericolo per le 200 specie di uccelli e le circa 2.200 specie di piante che vi risiedono. I funzionari del parco hanno riferito che coralli contaminati e pesci, granchi, gamberi e vongole morti sono stati portati a riva.

## Risposta ritardata
Il ritardo nella risposta e nei successivi sforzi di bonifica in seguito all'incidente di Amorgos sono attribuiti a diversi fattori.
La fuoriuscita di petrolio è avvenuta circa due mesi dopo che è stata resa pubblica la legge di Taiwan sul controllo dell'inquinamento marino (MPCA). Il disastro è avvenuto dunque in un periodo di transizione in cui il Ministero dei Trasporti e delle Comunicazioni (MOTC) e il Consiglio di Salvataggio per i Disastri Marittimi stavano delegando la propria autorità all’Amministrazione per la Protezione Ambientale (EPA). Non era dunque ben chiaro quale dei vari enti dovesse occuparsi della questione, è infine intervenuto l'EPA, ma questo ritardo ha dato tempo al petrolio di ricoprire un'area più ampia e di devastare le specie marittime e costiere.
Non è da sottovalutare la concomitanza con la celebrazione del Capodanno lunare, che ha reso difficile per le aziende assumere residenti locali per ripulire il disastro. Al termine delle vacanze, vennero assunti 40 lavoratori locali oltre agli 8000 soldati incaricati di prendere parte alle operazioni di bonifica.
In terzo luogo sono da notare le gravi condizioni meteorologiche che hanno ostacolato gli sforzi per la bonifica del petrolio. La bonifica è stata limitata al recupero manuale del petrolio mediante secchi, retini e palette.

## Cronologia delle pulizie
Nonostante la dispersione naturale e l'evaporazione, dovute al maltempo e al mare mosso, le circa 1.300 tonnellate di petrolio fuoriuscite si sono poi emulsionate a causa del moto ondoso, con conseguente espansione dell'area e del volume della marea nera. Ciò nonostante, la maggior parte del petrolio ha finito per raggiungere la zona di tutela ambientale di Lungkeng, situata nel Parco Nazionale di Kenting.
La conformazione della costa, caratterizzata da coralli fossili e numerosi canali, ha reso difficoltoso l'accesso alle zone contaminate dal petrolio. Di conseguenza, la rimozione manuale del petrolio è risultata l'unica opzione praticabile. Le operazioni di bonifica del litorale sono iniziate il 25 gennaio 2001 e si sono protratte fino al 14 febbraio 2001 circa, periodo durante il quale si stima siano state recuperate circa 300 tonnellate di petrolio.

## Causa legale e accordo
L'Agenzia per la Protezione Ambientale (EPA) ha inizialmente intentato una causa contro Assuranceforeningen Gard, la compagnia assicurativa norvegese dell'Amorgos, per i danni causati dalla fuoriuscita di petrolio. Successivamente, nel marzo 2006, l'EPA ha raggiunto un accordo con la suddetta compagnia, in base al quale il proprietario della nave si è impegnato a versare un risarcimento totale di 34 milioni di dollari taiwanesi (circa 1,05 milioni di dollari USA)